# Мъркюри-Редстоун BD
Мъркюри-Редстоун BD (на английски: Mercury-Redstone BD (BD – Booster Development); на български: разработка на ускорители) е суборбитален безпилотен полет с ракетата-носител на САЩ Редстоун. Стартът му е на 21 юли 1961 г. и е извършен с макет на космическия кораб „Мъркюри“.

## История
За избягване допуснатите проблеми по време на полета MR-2 e предвиден този допълнителен полет, изпълнен между MR-2 и MR-3. Не се наблюдават отклонения в работата на клапана, причинил по-продължителната работа на двигателите на MR-2, успешно е решен проблемът с вибрациите по време на полета. Мисията е изпълнена с макет на капсулата „Мъркюри“ без активна система за аварийно спасяване. Достигната е височина от 183 км над Земята, скоростта на полета е 8245 км/ч. Приводняването е на 494 км от стартовата площадка, максималното ускорение е 108 м/сек2. Ракетата и капсулата не се разделят през цялото време на полета и падат заедно в океана.
Мисията е счетена за успешна, което открива пътя за провеждането на първия американски пилотиран суборбитален космически полет.